# Allochernes rhodius
Allochernes rhodius är en spindeldjursart som beskrevs av Beier 1966. Allochernes rhodius ingår i släktet Allochernes och familjen blindklokrypare. Inga underarter finns listade i Catalogue of Life.